# وارویک فاکس
وارویک فاکس (انگلیسی: Warwick Fox؛ زادهٔ ۱ ژانویهٔ ۱۹۵۴) فیلسوف اهل استرالیا است. او استاد بازنشسته فلسفه، دانشگاه مرکزی لنکشایر است، و کتاب‌های او عبارتند از: به سوی یک بوم‌شناسی فراشخصی: توسعه مبانی جدید برای محیط‌گرایی؛ اخلاق و محیط ساخته شده (ویرایشگر)، نظریه اخلاق عمومی: انسان. روابط، طبیعت، و محیط ساخته شده؛ و در روزهای زیبایی مانند این: جستجوی فیلسوف برای عشق، کار، مکان، معنا، و مانند آن. زمینه‌های اصلی علاقه فلسفی او فلسفه محیطی، اخلاق عمومی (اصطلاحی که توسط فاکس ابداع و تعریف شده) و ماهیت زندگی درونی انسان‌ها و سایر حیوانات است.